# Serpocaulon
Serpocaulon, rod pravih paprati (papratnice) iz porodice Polypodiaceae smješten u vlastitu potporodicu Serpocauloideae. Postoji tridesetak vrsta (trenutno 37) raširenih po tropskom Novom svijetu. Rod je prvi puta opisan u Taxon 55: 924 (2006)
Potporodice Adetogrammoideae, Campyloneuroideae i Serpocauloideae, izdvojene su kao nove 2022. godine iz potpororodice Polypodioideae

## Vrste
1. Serpocaulon adnatum (Kunze ex Klotzsch) A.R.Sm.
2. Serpocaulon antioquianum D.Sanín
3. Serpocaulon appressum (Copel.) A.R.Sm.
4. Serpocaulon attenuatum (C.Presl) A.R.Sm.
5. Serpocaulon australe D.Sanín, J.C.Ospina, I.O.Moura & Salino
6. Serpocaulon caceresii (Sodiro) A.R.Sm.
7. Serpocaulon catharinae (Langsd. & Fisch.) A.R.Sm.
8. Serpocaulon concolorum (M.Kessler & A.R.Sm.) A.R.Sm.
9. Serpocaulon crystalloneuron (Rosenst.) A.R.Sm.
10. Serpocaulon dasypleuron (Kunze) A.R.Sm.
11. Serpocaulon demissum (Fée) D.Sanín
12. Serpocaulon dissimile (L.) A.R.Sm.
13. Serpocaulon eleutherophlebium (Fée) A.R.Sm.
14. Serpocaulon falcaria (Kunze) A.R.Sm.
15. Serpocaulon fraxinifolium (Jacq.) A.R.Sm.
16. Serpocaulon funckii (Mett.) A.R.Sm.
17. Serpocaulon glandulosissimum (Brade) Labiak & J.Prado
18. Serpocaulon intricatum (M.Kessler & A.R.Sm.) A.R.Sm.
19. Serpocaulon lasiopus (Klotzsch) A.R.Sm.
20. Serpocaulon latipes (Langsd. & L.Fisch.) A.R.Sm.
21. Serpocaulon latissimum (R.C.Moran & B.Øllg.) A.R.Sm.
22. Serpocaulon levigatum (Cav.) A.R.Sm.
23. Serpocaulon loriceum (L.) A.R.Sm.
24. Serpocaulon maritimum (Hieron.) A.R.Sm.
25. Serpocaulon menisciifolium (Langsd. & Fisch.) A.R.Sm.
26. Serpocaulon nanegalense (Sodiro) A.R.Sm.
27. Serpocaulon patentissimum (Mett.) A.R.Sm.
28. Serpocaulon polystichum (Link) A.R.Sm.
29. Serpocaulon psychotrium Mostacero, D.Sanín & A.R.Sm.
30. Serpocaulon ptilorhizon (Christ) A.R.Sm.
31. Serpocaulon rex Schwartsb. & A.R.Sm.
32. Serpocaulon richardii (Klotzsch) A.R.Sm.
33. Serpocaulon sessilifolium (Desv.) A.R.Sm.
34. Serpocaulon subandinum (Sodiro) A.R.Sm.
35. Serpocaulon triseriale (Sw.) A.R.Sm.
36. Serpocaulon vacillans (Link) A.R.Sm.
37. Serpocaulon wagneri (Mett.) A.R.Sm.
38. Serpocaulon ×manizalense D.Sanín & Torrez
39. Serpocaulon ×orosiense A.Rojas
40. Serpocaulon ×rojasianum J.M.Chaves, R.C.Moran & F.Oviedo
41. Serpocaulon ×semipinnatifidum (Fée) A.R.Sm.
42. Serpocaulon ×sessilipinnum A.Rojas & J.M.Chaves
43. Serpocaulon ×tabuleirense D.Sanín & Salino

## Sinonimi
Nema.

## Vanjske poveznice
|  | Zajednički poslužitelj ima još gradiva o temi Serpocaulon |
|  | Wikivrste imaju podatke o taksonu Serpocaulon             |